# Мирков, Савва
Савва Милков Мирков (болг. Савва Милков Мирков; 15 июня 1850, Беброво — 9 августа 1927, София) — болгарский военный врач, волонтер, офицер, полковник. Один из основателей военной медицины в Болгарии. Член болгарского литературного общества.

## Биография
Родился 15 июня 1850 в селе Беброво. Окончил Духовную семинарию в Киеве (1871) и медицинский факультет Московского университета (1876). Он начал медицинскую практику полевого врача в Орловской губернии (1876).
Участвовал как доброволец в Сербско-турецкой войне (1876). Во время Русско-турецкой войны (1877-1878) был врачом Второго Ополченского батальона Болгарского ополчения.
Во время Сербско-болгарской войны (1885) был главным врачом Болгарской армии (1882–1891). Поддержал включение Болгарии в международную организацию Красный Крест. Член Медицинского совета (1883–1884).
С 1898 года — член Болгарского литературного общества. Председатель Естественно-математического отделения Болгарской академии наук (1926-1927). Член Союза болгарских ученых, писателей и художников.